# Độc tố
Độc tố (tiếng Hy Lạp cổ: τοξικόν, đã Latinh hoá: toxikon) là chất độc sản xuất bên trong tế bào hoặc sinh vật sống; do đó những chất độc tổng hợp do quá trình nhân tạo bị loại trừ. Thuật ngữ này được sử dụng đầu tiên bởi nhà hóa hữu cơ Ludwig Brieger (1849–1919).
Độc tố có thể là các phần tử smal, peptit hoặc protein